# Анна Тертер
Анна Тертер е българска принцеса, кралица на Сърбия (1284 – 1299), трета съпруга на крал Стефан II Милутин, и византийска деспина.

## Произход
Анна Тертер е дъщеря на българския цар Георги I Тертер и сестра на цар Теодор Светослав. Дълго време в историографията се е смятало, че тя е дъщеря на цар Иван Асен III. Предполага се, че Анна е дъщеря на Георги Тертер от първата му съпруга, царица Мария. Но според друга хипотеза Анна е дъщеря на Кира-Мария Асенина, втората съпруга на Георги I Тертер В полза на първата хипотеза може да се приеме едно съобщение на Никифор Григора, според което, когато през 1279 г. Георги I Тертер решава да се ожени повторно за сестрата на Иван Асен III, първата съпруга на Тертер, Мария, заминава на заточение във Византия „заедно с децата му“. Тъй като цар Георги I Тертер и Мария имат още една дъщеря (омъжена за Чака), за която се предполага, че е родена след връщането на майка ѝ в Търново (около 1284 г.), следва, че през 1279 г. заедно с царица Мария и Теодор Светослав за Византия заминава и Анна, която традиционно се приема за по-голяма от двете дъщери на Георги I Тертер. Интересно е обаче да се спомене и друго съобщение от Георги Пахимер за последвалия брак на Анна и сръбския крал, което е в полза на хипотезата, че Анна е дъщеря на Кира-Мария Асенина:
| „ | Но той имаше за съпруга дъщерята на Тертер, родена му от сестрата на Асен... | “ |

## Кралица
През 1284 г. Анна е омъжена за рашкия крал Стефан II Милутин. По този случай в един дубровнишки документ от 11 август 1284 г. са отбелязани подаръците, които дубровничани пратили на сръбския владетел, „когато взел за съпруга дъщерята на българския цар“, а в „Ромейска история“ Никифор Григора отбелязва, че Стефан Урош II Милутин се оженил за сестрата на българския владетел Светослав.
Анна Тертер ражда на Стефан II Милутин две деца:
- Стефан III Урош Дечански
- Анна-Неда, която се омъжва за видинския деспот и бъдещ български цар Михаил III Шишман[4]

Така в Троицкия ръкопис на сръбската редакция на Синодика на неделята на православието Анна се споменава като майка на децата на Стефан Милутин:
| „ | Много години даде Бог на нашия крал Урош, на Стефан, на благочестивата кралица Анна и на децата ѝ, на Яков, пресвещенния архиепископ на всички сръбски земи, за много години. | “ |

Други автори обаче подлагат на съмнение това сведение, като приемат, че в Троицкия ръкопис Анна е спомената като мащеха на децата на Милутин, a освен това Никифор Григора споменава, че Стефан Милутин нямал деца от сестрата на Светослав.

## Византийска деспина
През 1299 г. по политически съображения бракът между Анна Тертер и Стефан II Милутин е разтрогнат, за да може кралят да се ожени за 5-годишната византийска принцеса Симонида Палеологина. През 1299 г. при река Вардар, двете страни си разменят заложници, сред които е и дъщерята на Тертер. След като предава заложниците и жена си на ромеите, Стефан II получава ромейската принцеса, с която се венчава в Солун.
След като Анна е предадена на византийците, тя е отведена в Константинопол, където по това време се намират баща ѝ, майка ѝ и мащехата ѝ. Императорската свита, с която Анна пътува до Цариград, първоначално не влиза в столицата, а се разполага извън града. Бившата кралица е официално посрещната на 22 мунихион (ноември 1299 г.).
Срещу развода на сръбския крал и четвъртия му брак се обявява Вселенската патриаршия, според която бракът на Стефан II Милутин и Анна Тертер е законен, а Симонида Палеологина е все още дете, за да може да встъпва в брак. Налага се императорът да се срещне с патриарх Йоан II Козма (1294 – 1303), с когото да обсъдят неудобната ситуация. Пред патриарха Андроник II се оправдал с обяснението, че законната първа съпруга на сръбския крал – Елена, все още е жива, когато той се свързва с дъщерята на Тертер, и поради тази причина бракът му с българката е нелегитимен. По времето, когато Милутин сключва четвърти брак със Симонида Палеологина, законната му първа съпруга Елена вече не е между живите, от което следва, че бракът му с византийската принцеса е напълно законен.
В 1300 г. братът на Анна Теодор Светослав се възкачва на българския престол. Скоро при него се завръща и Георги I Тертер, който получава от сина си управлението на един град. Анна получава възможност да се завърне в Търново, но точно по това време в нея се влюбва овдовелият епирски деспот Димитър Дука Комнин Кутрулис († сл. 1304), син на епирския деспот Михаил II Комнин. След известно време, през което двамата поддържат незаконна любовна връзка, с разрешение на император Андроник II към 1301 г. деспот Димитър Михаил се жени за красивата българка, която по това време е в разцвета на младостта си.
През 1304 г. деспот Димитър Михаил е заподозрян, че се стреми към византийския престол. Освен това на брака му с „...жена, която е враждебна по произход...“ започва да се гледа с подозрение, тъй като чрез нея вероятно се открива възможност за намеса на енергичния български цар Теодор Светослав в дворцовите дела на империята. Така семейството на бившата сръбска кралица изпада в немилост пред властта. Георги Пахимер отбелязва недоволството на българския цар от отношението към сестра му и зет му. Царят нападнал Византия и ѝ нанася тежко поражение при река Скафида.
През януари 1305 г. деспот Димитър е извикан на съд и през март 1305 е осъден. След това той и Анна Тертер са арестувани заедно с децата си и са затворени във „Великия дворец“, а имуществото им е конфискувано. Малко по-късно съпружеската двойка прави неуспешен опит да избяга (вероятно в България), поради което деспот Димитър Михаил Дука Комнин Кутрулис е хвърлен в затвора на „Влахерните“.
През 1308 г. между България и Византия е сключен мирен договор, поради което положението на Анна и съпруга ѝ вероятно е облекчено.
Българският цар вероятно не пропуска да потърси отговорност за отношението към сестра си и от Стефан II Милутин, който, по думите на архиепископ Данило, през 1310 г. пристига в Търново. Чрез личен разговор с цар Теодор Светослав кралят цели „да разсее недоверието, което породили някои негови постъки, като например изоставянето на сестра му Анна“
Повече данни за съдбата на Анна Тертер и семейството ѝ няма.